# Xinan, Lufeng
Xinan (kinesiska: 西南) är en köping i sydöstra Kina. Den ligger i Lufeng i staden Shanwei i provinsen Guangdong, omkring 230 kilometer öster om provinshuvudstaden Guangzhou. Antalet invånare är 25 881. Befolkningen består av 12 399 kvinnor och 13 482 män. Barn under 15 år utgör 27,0 %, vuxna 15-64 år 63 %, och äldre över 65 år 8,0 %.